# Han postérieurs
Pour les articles homonymes, voir Han.
947–950
Entités précédentes :
- Jin postérieurs

Entités suivantes :
- Zhou postérieurs
- Han du Nord

La dynastie Han postérieure ou Hou Han régna en Chine de 947 à 950 lors de la période des Cinq Dynasties. Elle fut précédée par la dynastie des Jin postérieurs (Hou Jin) et suivie par la dynastie des Zhou postérieurs (Hou Zhou).

## Liste des empereurs
1. Gaozu (en) (Liu Zhiyuan) (947-947)
2. Yindi (en) (Liu Chengyou) (947-950)

## Remarque
On appelle parfois Han postérieurs ou Hou Han les Han orientaux.